# Sarangkot
Sarangkot (nepalski: सराङकोट) – gaun wikas samiti w zachodniej części Nepalu w strefie Gandaki w dystrykcie Kaski. Według nepalskiego spisu powszechnego z 2001 roku liczył on 1408 gospodarstw domowych i 6612 mieszkańców (3496 kobiet i 3116 mężczyzn).